# ماريكا كونو
ماريكا كونو (高野麻里佳 كونو ماريكا) هي مؤدية اصوات يابانية ولدت في 22 فبراير 1994 في طوكيو.

## أدوارها في الأنمي

### مسلسلات أنمي تلفزيونية
- فتيات كرة الطاولة المشتعلات - هانابي تينكا
- ري:بداية الحياة في عالم آخر من نقطة الصفر - بيترا ليتي
- في عالم آخر مع هاتفي الذكي - يومينا إرنيا بيلفاست
- سلو ستارت - ساتشي تسوباكيموري
- نحن عاجزون عن الدراسة - ميزوكي يويغا
- نو غانز لايف - سكارلت غوسلينغ
- البطل الحذر - نينا
- غرانبيلم - كلير فوغو
- أبطال الديجيتال: - مي
- دي سايد ترويميراي - إيري إيبوساكي
- أوفرلورد - نيمو إيموت، فامباير برايد
- أوفرلورد III - نيمو إيموت
- سورد آرت أونلاين ألترنيتيف: غان غيل أونلاين - شيرلي
- شو باي روك!! - شيبارين
- شو باي روك!!# - شيبارين

### أوفا أنمي
- ري:بداية الحياة في عالم آخر من نقطة الصفر Memory Snow - بيترا ليتي

### أنمي الإنترنت
- سينت سيا: سينتيا شو - ماليس إموني